# Carabodes borhidii
Carabodes borhidii är en kvalsterart som beskrevs av Balogh och Sandór Mahunka 1979. Carabodes borhidii ingår i släktet Carabodes och familjen Carabodidae. Inga underarter finns listade.